# 長谷川桃
長谷川 桃（はせがわ もも、1987年6月8日 - ）は、日本の元子役、女優、タレントである。

## 人物
- 東京都出身。
- 子役時代は劇団コスモス（テアトルアカデミー）に所属して[1]、ドラマや舞台に出演していた。
- 2003年から女性ミュージカル集団「東京メッツ」で活動する。
- 翌2004年、東京メッツを退団してサンズに移籍し、女性ダンスユニット「雅～MIYABI～」の一員として活動するが、2006年3月を以て活動停止。
- 芸能人女子フットサルチーム「carezza」に所属。背番号は「6」。2006年8月7日の「すかいらーくグループリーグ in お台場冒険王“真夏の女王”決定戦」の対サンバガールズ戦では1試合6得点を決める活躍ぶり。
- 一時期carezzaのチームメート・さなと「HaHaHa」というお笑いコンビを組んでいた。
- 2008年2月1日付でサンズエンタテインメントからアートタッチに移籍。
- 2010年アートタッチよりフリーになり2010年12月[2]からフリースタイルに在籍。
- 2012年1月、クィーンズアベニューアルファに所属[3]。

## 出演

### バラエティ
- 15-0（フィフティーンラブ）（2003年4月 - 2004年3月、BS朝日）
- Kunoichi.TV（2007年10月 - 2008年3月 、テレビ北海道）
- やまチャンネル（あっ!とおどろく放送局）
- やまチャンネルリターンズ（あっ!とおどろく放送局）

### テレビドラマ
- ガールズトーク〜十人のシスターたち〜（2012年10月16日、テレビ朝日） - 早苗 役

### ラジオ
- サンズRainbow Kiss （Kiss-FM KOBE）

### 映画
- 死国（1999年、東宝） - ゆかり 役
- リリィ・シュシュのすべて（2001年、ロックウェルアイズ）

### 舞台
- ココ・スマイル（1999年） - サヤ役、リコ役
- ココ・スマイル2（2000年、2001年） - クルミ役、ナル役
- アルゴミュージカル スタート!（2001年） - ユイコ役
- 東京メッツ（2003年 - 2004年）
- 雅・開花～KAIHUA～（2004年）
- 花鳥風月（2004年）
- ピヴォ☆ガール（2006年） - マコト役
- ミュージカル 白姫伝説（2006年）
- 櫻の園（2007年） - 久保田麻紀役
- 笑劇モリエール!!!「スガナレル」（2007年） - オゲサー役
- 丹波屋物語（2007年） - 美奈子役
- 中野ブロンディーズ（2008年3月・2008年12月・2011年10月） - 沙織 役
- 「コントンクラブ image3」～オムニバスギャグエンターテインメント～（2010年6月9日 - 13日、シアターサンモール）
- abc★赤坂ボーイズキャバレー Spin Off「裏」（2010年9月29日 - 10月10日）  - 南敏恵 役
- 「コントンクラブ image4」（2011年4月6日 - 17日）
- DUMP SHOW!（2011年7月・8月、東京:サンシャイン劇場/大阪:サンケイホールブリーゼ） - ジェリーナジョリー 役